# Rob Van Dam
Rob Van Dam, właściwie Robert Alexander Szatkowski (ur. 18 grudnia 1970 w Battle Creek w stanie Michigan) – wrestler polskiego pochodzenia. Posiadacz pasów ECW World Championship i WWE Championship.
8 marca 2010 na gali Impact zadebiutował w federacji Total Nonstop Action Wrestling. 19 kwietnia 2010 zdobył TNA World Heavyweight Championship. Powrócił do WWE w roku 2013 na gali Money In The Bank. Walizkę zdobył Randy Orton. Na tygodniówkach po Money In The Bank został wkręcony w feud z The Shield. Na gali PPV WWE SummerSlam zawalczył w pre-show (kick-off) przeciwko Deanowi Ambrose’owi o pas WWE United States Championship. Walkę wygrał przez dyskwalifikację, więc pas został u Ambrose’a. Po SummerSlam jego nowym menadżerem i ring annoucerem został Ricardo Rodriguez, a Rob Van Dam na gali Night of Champions wygrał z Alberto Del Rio przez dyskwalifikację, a na Battleground z nim przegrał w rewanżowej walce „Hardcore Rules Match for the World Heavyweight Title”.

## Osiągnięcia
All Star Wrestling
- ASW North American Heavyweight Championship

American Wrestling Rampage
- (No Limits Wrestling) Heavyweight Championship (2x)

Extreme Championship Wrestling
- ECW World Tag Team Championship (2x)
- ECW World Television Championship

International Wrestling Federation
- IWF Television Championship

National Wrestling Council
- NWC Tag Team Championship

Peach State Wrestling
- PSW Cordele City Heavyweight Championship

South Atlantic Pro Wrestling
- SAPW Tag Team Championship

Total Nonstop Action Wrestling
- TNA World Heavyweight Championship
- X Division Chempionship

World Stars of Wrestling
- WSW World Championship

World Wrestling Federation/Entertainment
- WWE Championship
- ECW World Heavyweight Championship
- WWF/E Intercontinental Championship (6x)
- WWE World Tag Team Championship (2x) – z Kane (1x) i z Booker T (1x)
- WWE European Championship
- WWE Tag Team Championship (1x) – z Reyem Mysterio (1x)
- WWF/E Hardcore Championship (4x)
- Mr.Money in the Bank (2006)
- Piętnasty Triple Crown Champion
- Siódmy Grand Slam Champion

Pro Wrestling Illustraded
- PWI Comeback of the Year (2001)
- PWI Most Popular Wrestler of the Year (2001, 2002)
- PWI uplasowało go na 1. miejscu w PWI 500 w 2002
- PWI sklasyfikowało go na 11. miejscu z 500 najlepszych pojedynczych wrestlerów roku 2011

Pro Wrestling Report
- PWR Match of the Year (2006)

## Filmografia
- 1993: World Championship Wrestling jako Robbie V.
- 1995: Superfights jako Mercenary
- 1997: Blood Moon jako Dutch
- 1999: City Guys jako Rob Van Dam (odc. El Trainmania IV)
- 2000: 18 Wheels of Justice jako Robert Laramie (odc. Outside Chance)
- 2000: Z Archiwum X (The X-Files) jako Burts opponent (odc. Fight Club)
- 2000: V.I.P. jako major Talbot (odc. Survi-Val)
- 2001: Spy TV jako Various (1 odc.)
- 2001: Ultimate Revenge jako Rob Van Dam (2 odc.)
- 2002: Czarna Maska 2: Miasto masek (Black Mask 2: City of Masks) jako The Claw
- 2002: Backyard (The Backyard) jako Rob Van Dam (cameo)
- 2005: One Of A Kind jako Rob Van Dam
- 2008: Hulk Hogan's Celebrity Championship Wrestling jako Rob Van Dam (odc. Train with the Pros)
- 2009: Sketch Of Life jako Rob Van Dam
- 2009: Bloodstained Memoirs jako Rob Van Dam
- 2010: Niebezpieczna dzielnica jako Bobby Kalinowsky
- 2010: Familiada (Family Feud) jako Rob Van Dam (5 odcinków)
- 2011: Saints Row: The Third jako Bobby (głos)
- 2012: Olympic Trials With Kurt Angle jako Rob Van Dam  (odc. Funny or Die short)
- 2013: Saints Row IV jako Bobby (głos)
- 2015: The Confession (film krótkometrażowy) jako detektyw Hartley
- 2015: Trójgłowy rekin atakuje (3 Headed Shark Attack) jako Stanley
- 2016: Snajper reguły wojny (Sniper: Special Ops) jako Rob Van Dam